# Michael Craig (cestista)
Michael Craig (Phoenix, 11 agosto 1991) è un cestista statunitense.